# سنت پاول پارک (مینه‌سوتا)
سنت پاول پارک، مینه‌سوتا (به انگلیسی: St. Paul Park, Minnesota) یک شهر در ایالات متحده آمریکا است که در شهرستان واشینگتن واقع شده‌است.

## خصوصیات
سنت پاول پارک ۹٫۲۷ کیلومترمربع مساحت و بر اساس سرشماری سال ۲۰۱۰، ۵٬۲۷۹ نفر جمعیت دارد و ۲۳۹ متر بالاتر از سطح دریا واقع شده‌است.